# Галаншин, Константин Иванович
Константин Иванович Галаншин (29 февраля [13 марта] 1912, Гаврилов-Ям, Ярославская губерния — 22 декабря 2011, Москва) — советский партийный и государственный деятель, министр целлюлозно-бумажной промышленности СССР (1968—1980).

## Биография
Родился в семье служащего. Русский. В 1937 году окончил Уральский индустриальный институт с дипломом «инженера-электрика».
- В 1937—1947 годах работал в системе «Уралэнерго», «Молотовэнерго», затем в «Пермэнерго», член ВКП(б) с 1944 года.
- 1947—1950 гг. — директор Кизеловской ГРЭС в Губахе, затем в Березниках директором ТЭЦ № 4
- 1950—1954 гг. — первый секретарь Березниковского горкома ВКП(б)
- 1954—1956 гг. — секретарь Пермского обкома ВКП(б)
- 1956—1960 гг. — второй секретарь
- 1960—1968 гг. — первый секретарь Пермского обкома КПСС (в 1963—1964 гг. первый секретарь Пермского промышленного обкома КПСС),
- 1968—1980 гг. — министр целлюлозно-бумажной промышленности СССР.

Избирался делегатом XIX—XXV съездов КПСС, депутатом Верховного Совета СССР VI—X созывов. Член ЦК КПСС в 1961—1981 гг.
С октября 1980 г. персональный пенсионер союзного значения.
Похоронен в Москве на Кунцевском кладбище.

## Награды
- 3 ордена Ленина (1962; 1966; 28.02.1972)
- орден Октябрьской Революции (26.02.1982)
- орден Трудового Красного Знамени
- медали

## Сочинения
- Опыт строительства домов с трудовым участием рабочих и служащих предприятий и организаций. — М., 1958
- XXII съезд КПСС и наши задачи. — Пермь, 1963
- 25 лет Пермской области. — Пермь, 1963
- Поступь пятилетки. — Пермь, 1968